# Brnjica (gmina Knić)
Brnjica (cyr. Брњица) – wieś w Serbii, w okręgu szumadijskim, w gminie Knić. W 2011 roku liczyła 290 mieszkańców.